# The Bonus Brothers
The Bonus Brothers è una raccolta degli Zebrahead. Gli Zebrahead hanno annunciato l'uscita di un album di compilation di brani precedentemente disponibili solo come bonus track nelle edizioni giapponesi dei loro album in studio Broadcast to the World (2006), Phoenix (2008), Get Nice! (2011), Call Your Friends (2013) e Walk the Plank (2015).

## Tracce
1. Blue Light Special – 3:25
2. Down Without a Fight – 3:37
3. Dance Sucka! – 2:48
4. Battle of the Bullshit – 3:17
5. Sex, Lies & Audiotape – 3:15
6. A Freak Gasoline Fight Accident – 2:09
7. Light Up the Sky – 3:45
8. We're Not a Cover Band, We're a Tribute Band – 3:47
9. The Art of Breaking Up – 3:20
10. Down in Flames – 3:01
11. Riot Girl – 3:18

## Formazione
- Ali Tabatabaee – voce
- Matty Lewis – voce, chitarra ritmica
- Dan Palmer – chitarra
- Ben Osmundson – basso
- Ed Udhus – batteria